# Los Vieneses
Los Vieneses fue una compañía de teatro fundada a principios de los años 1940 por el austriaco Artur Kaps, y en la que se integraron el italiano Gustavo Re y los también austriacos Franz Johan y la marionetista Herta Frankel.

## Trayectoria artística
La compañía estaba especializada en representaciones de revista y opereta, así como en los números de Herta Frankel y su perrita Marilín. Durante los primeros años de la década de 1940 hicieron giras por diferentes países europeos, huyendo de forma solapada de la Europa bajo control de la Alemania nazi, yendo sucesivamente de Austria a Alemania, Bélgica, Italia,  Suiza y Rumanía, recalando en Barcelona en 1942 con la revista Todo por el corazón. Se instalaron definitivamente en España, donde pusieron sobre el escenario diferentes obras como Luces de Viena, Viena es así, Campanas de Viena, Melodías del Danubio, Carrusel vienés o Leyendas del Danubio.
Con la llegada de la televisión a España el grupo de Los Vieneses dio el gran salto. En TVE tuvieron la oportunidad de hacerse cargo de distintos programas musicales y de variedades, bajo la dirección de Artur Kaps y con la presentación de Gustavo Re y Franz Johan. En esa época, Herta Frankel pasó a centrarse también en espacios infantiles (Día de fiesta - "Cita con Marilín" 1965-1969). Por los platós de  Amigos del martes (1963-1964), Noche de estrellas (1964-1965) o Noche del sábado (1965-1967), (todos ellos programas de gran éxito en su época)  pasaron las figuras más importantes del espectáculo en su momento, pudiendo recordarse a Marlene Dietrich, Sammy Davis Jr., Charles Aznavour, Françoise Hardy, Domenico Modugno, Gigliola Cinquetti o Sylvie Vartan.

## Espectáculos teatrales
- 1942. Todo por el corazón. Revista estrenada en el Teatro Cómico de Barcelona.
- 1943-1944. Luces de Viena.
- 1944.Viena es así.
- 1945. Melodías del Danubio. .
- 1947. Pasión salvaje. Música para ti.
- 1948-1949. Sueños de Viena.
- 1952. El carrusel vienés.
- 1955. Campanas de Viena.

## Programas de televisión
- 1963-64. Amigos del martes
- 1964-65. Noche de estrellas
- 1965-67. Noche del sábado